# Barusia laconica
Barusia laconica is een spinnensoort in de taxonomische indeling van de Leptonetidae.
Het dier behoort tot het geslacht Barusia. De wetenschappelijke naam van de soort werd voor het eerst geldig gepubliceerd in 1974 door P. M. Brignoli.